# Album (zbiór)

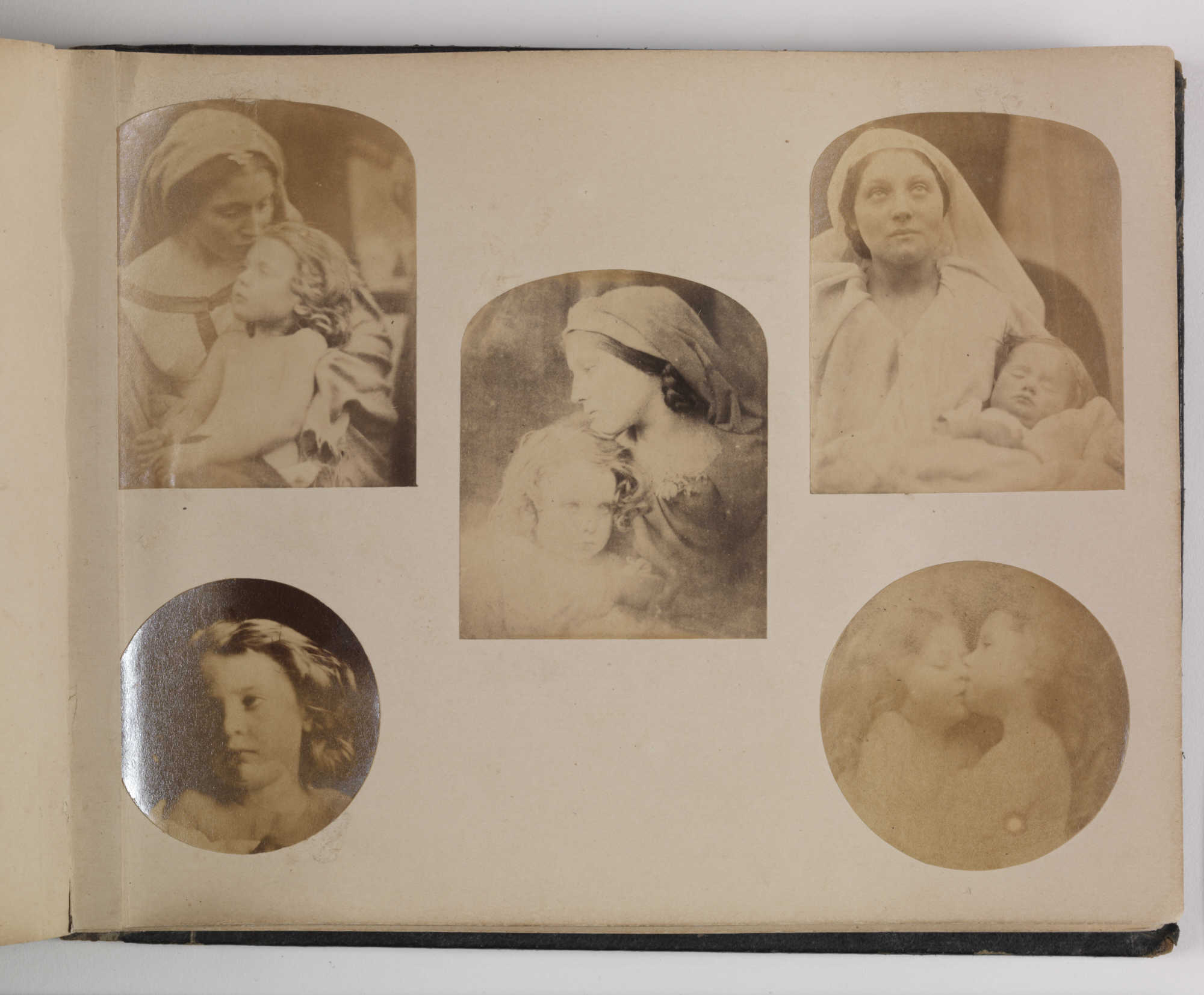
Karta z albumu z wklejonymi fotografiami autorstwa Julii Margaret Cameron

Album (łac.) – zbiór połączonych ze sobą i oprawionych pustych kart (czasami zaopatrzonych w specjalne koszulki, narożniki itp.), mający formę książki, który służy do przechowywania fotografii, pocztówek, znaczków lub reprodukcji. W albumie, obok zdjęć, czasem znajdują się także ich opisy.

## Rodzaje albumów
- z kieszonkami do wsuwania zdjęć,
- z kartami mocowanymi na spirali lub na śruby,
- albumy samoprzylepne,
- memoalbumy – z miejscem do opisu wspomnień,
- leporello – albumy składane w formie harmonijki,
- pudełka na zdjęcia z przegródkami,
- fotoksiążki.